# Eksperci na polskim rynku sztuki
Eksperci na polskim rynku sztuki – osoby zajmujące się określaniem autentyczności dzieł sztuki i ich rynkowej wartości.

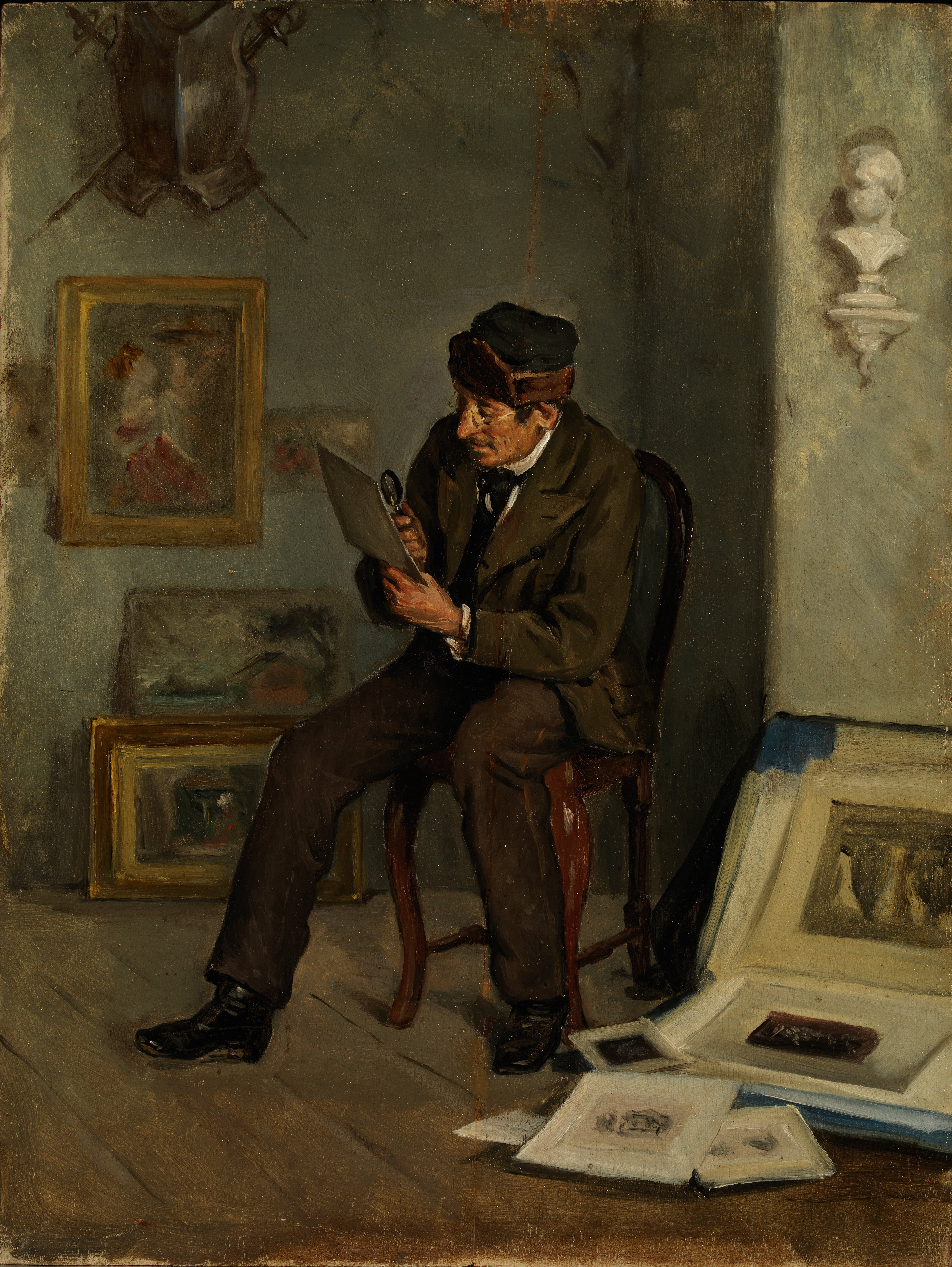
Adolf von Becker, Ekspert sztuki, 1880–1890

Status eksperta sztuki nie jest w Polsce uregulowany prawnie, a tym samym nie funkcjonuje jako samodzielny zawód ze zdefiniowanym zakresem działania i odpowiedzialności oraz wykształconą etyką zawodową. Wyjątek w tym zakresie stanowią rzeczoznawcy Ministra Kultury i Dziedzictwa Narodowego.
W Polsce nie jest przewidziany system licencji zezwalającej na działalność ekspercką. W konsekwencji polski ustawodawca sankcjonuje nieskrępowany dostęp do branży eksperckiej osobom prywatnym, niejednokrotnie niedysponującym stosowną wiedzą. W roli eksperta najczęściej występują historycy sztuki i konserwatorzy, wydający najczęściej ekspertyzy styloznawcze, rzadziej – na podstawie badań fizykochemicznych.
Jak podkreśla Andrzej Ryszkiewicz, początków istnienia zajęcia eksperta na polskim rynku sztuki należy upatrywać w roku 1990, gdy złamany został monopol pracowników państwowej Desy na wykonywanie ekspertyz. Pozycja ekspertów rosła wraz z rozwojem polskiego rynku sztuki, jednocześnie ze wzrostem liczby przedsiębiorstw zajmujących się handlem dziełami sztuki uczestniczącymi w wolnej grze rynkowej.

## Eksperci a regulacje prawne
Polskie prawo administracyjne nie reguluje wyraźnie statusu eksperta rynku sztuki, jego kwalifikacji zawodowych oraz procedur dokonywania oceny i wyceny dzieła sztuki. Nieuregulowaną pozostaje także szeroko dyskutowana kwestia odpowiedzialności ekspertów za wadliwie wykonane ekspertyzy. Obowiązujące przepisy odnoszą się jedynie do rzeczoznawców Ministra Kultury i Dziedzictwa Narodowego oraz muzealników.
Pierwsze z nich zawarte są w rozporządzeniu ministra z dnia 10 maja 2004 r. dotyczącym rzeczoznawców MKiDN, które wskazuje na obowiązujący ich tryb powołania, wymogi, kwalifikacje i uprawnienia nadawane w 14 dziedzinach, w tym ocenie i wycenie zabytków ruchomych. Szczegółowo określone zostały treść i elementy ekspertyzy wykonywanej przez rzeczoznawców wedle ustalonego wzoru. Eksperci ministerialni są zobowiązani m.in. do wydania ekspertyz na rzecz organów państwowych, zdawania pisemnych sprawozdań ze swojej działalności, a także do dawania rękojmi zobowiązującej do zachowania profesjonalizmu i etyki zawodowej. Na tle polskiego rynku eksperckiego wymogi stawiane rzeczoznawcom MKiDN są zatem wysokie i klarownie zdefiniowane.
Wątpliwości nasuwa natomiast prawne uregulowanie roli eksperta-muzealnika. Pojawia się ono w art. 34 ustawy o muzeach, która prywatne wystawienie ekspertyzy i wycenę dzieła sztuki przez muzealnika definiuje jako zachowanie nieakceptowalne, wówczas, gdy czyn ten może powodować konflikt interesów z muzeum zatrudniającym owego pracownika. Przepis ten wzorowany jest na uregulowaniach państw Europy Zachodniej. Podobne ograniczenie zawarte jest w Kodeksie etyki zawodowej Międzynarodowej Rady Muzeów ICOM, uznawanym powszechnie przez polskie instytucje muzealne. Dokument, poddany nowelizacji w 2004 r., łagodzi jednak zapis dotyczący wydawania ekspertyz przez pracowników muzeów i – jak wskazuje m.in. Stanisław Waltoś – nie zakazuje expressis verbis muzealnikom wykonywania ekspertyz prywatnych.
Nieuregulowanie statusu eksperta wyraźnie zarysowuje się w zestawieniu z rozwiązaniami wprowadzonymi przez państwa o dłuższej niż w Polsce tradycji funkcjonowania rynku sztuki. Przykładu takowych rozwiązań dostarcza Francja, w której wprowadzono regulacje na poziomie wewnętrznej organizacji zawodowej (m.in. stowarzyszenia harmonizują warunki dostępu do profesji eksperta i tworzą kodeksy etyki) oraz poziomie państwowym, na którym eksperci rekomendowani są przez państwo wydające licencje na ich działalność (urząd aukcjonera we Francji jest państwowym).
Problem ten ujawnia się również w sferze odpowiedzialności eksperta za wykonanie błędnej ekspertyzy. Jak bowiem wskazują badacze i obserwatorzy rynku, eksperci powszechnie uchylają się od odpowiedzialności, a wytaczanie procesów o odszkodowanie w ich przypadku „w praktyce nie zdarza się”.

## Ekspertyzy
Szeroko komentowaną, istotną rolą ekspertów na rynku sztuki jest świadczenie czynności badawczych, których efektem jest opinia mogąca mieć charakter dowodu. Ekspertyza, której przygotowaniem zajmują się eksperci, najczęściej pojawia się w kontekście ekspertyz sądowych, jednakże na rynku sztuki większość przygotowanych opinii ma formę ekspertyz pozasądowych. Dodatkowo wyróżnia się spośród nich ekspertyzy obligatoryjne (podejmowane na przykład przez muzealną komisję zakupów, czy też radę konserwatorską) oraz fakultatywne (wykonywane na zlecenie sprzedawcy dzieła sztuki). Ekspertyzy podzielić można także na podstawie kryterium rodzaju dokumentu, w którym są one zawarte. Są to w większości dokumenty prywatne, drugą grupę stanowią natomiast dokumenty urzędowe, a pośród nich pozwolenie za wywóz zabytku za granicę.
Ekspert ma za zadanie przede wszystkim ustalić czy obiekt jest autentyczny oraz kiedy powstał, a także kto jest jego autorem. W Polsce w przypadku wydanej wadliwie ekspertyzy nie została przewidziana odpowiedzialność karna. Adam Konopacki wyróżnia cztery formy, w których występują ekspertyzy na polskim rynku sztuki, różniące się od siebie zawartością treści:
- nota o przedmiocie – opis przedmiotu (analiza wizualna: na tej metodzie ekspertyzy bazują najczęściej w Polsce, są wykonywane przez historyków sztuki),
- potwierdzenie autentyczności,
- opinia o przedmiocie – nie tylko stwierdza jego autentyczność, ale też określa miejsce w okresie pracy twórczej artysty oraz reprezentatywność dla danego stylu,
- tzw. laurka – poza wyżej wymienionymi informacjami zawiera proweniencję przedmiotu oraz „legendy i anegdoty związane z powstaniem”.

Ekspertyzy wydają najczęściej historycy sztuki, konserwatorzy zabytków, a także rzeczoznawcy Ministra Kultury i Sztuki. Ponadto ekspertem może być także artysta lub osoba nieposiadająca wykształcenia w dziedzinie sztuki, ale będąca znawcą danej dziedziny lub twórczości wybranego artysty. Głównym celem przeprowadzanych badań jest wyeliminowanie z rynku potencjalnych falsyfikatów.

## Zadania ekspertów na polskim rynku sztuki

### Ocena autentyczności obiektów
Autentyczność konkretnego dzieła sztuki jest najistotniejszym składnikiem jego oceny. Jej ustalenie przypada na etap ekspertyzy poprzedzający wycenę pracy. Składają się na niego wszelkie badania, wymagające odpowiednich metod. Ustaleniu autentyczności obiektu służą choćby ekspertyzy pismoznawcze (badanie sygnatury autora), badania fizyko-chemiczne (przeprowadzane przez konserwatorów), analiza historyczno-artystyczna, czy kwerenda archiwalna. Jakkolwiek w ostatnich latach postuluje się korzystanie z zaawansowanych badań techniczno-technologicznych przy ocenie autentyczności dzieł sztuki, w praktyce tylko nieliczne instytucje w Polsce są w stanie je przeprowadzić.
Ocena autentyczności dzieła może funkcjonować samodzielnie, niezależnie od wyceny dzieła sztuki. W Polsce w zakresie ocen wypracowane zostały już pewne standardy.
Oceną i wyceną na gruncie polskim zajmują się m.in. Wojciech Szafrański i Dariusz Markowski.

### Wycena obiektów
Wycena obiektu uzależniona jest od oceny jego autentyczności. Jakkolwiek obie czynności niejednokrotnie mylone są w obszarze polskiego rynku sztuki, to znacznie różnią się sferą kompetencji, które należy posiadać, by dokonać ich właściwie. Najistotniejsza wiedza wymagana od eksperta przy oszacowaniu ceny dzieła sztuki wiąże się ze znajomością rynku – tendencji i mechanizmów na nim występujących oraz umiejętnością odpowiedniej interpretacji cen. Jak wskazuje Wojciech Szafrański, na polskim rynku sztuki wycen najczęściej dokonują jednak osoby mające wiedzę jedynie z obszaru historii sztuki, czemu sprzyja brak wypracowanych standardów, a nawet powszechnie przyjętych metod wyceny na rodzimym rynku. W powszechnej świadomości wycenę dzieł sztuki przeprowadzają głównie osoby zawodowo zajmujące się handlem dziełami sztuki, co znacznie różni się od stanu faktycznego. Weryfikacji wycen na polskim rynku mogą dokonywać rzeczoznawcy MKiDN, biegli, doradcy ds. rynku w programach ministerialnych i eksperci ds. rynku w komisjach muzealnych. Wycena obiektu wraz z oceną autentyczności jest wymagana w ekspertyzie będącej podstawą do wywozu dzieła sztuki poza granice Polski.

## Rodzaje ekspertów
Jak podkreśla Dariusz Markowski: „wobec braku wyraźnej regulacji prawnej, eksperci istnieją na polskim rynku jako osoby prywatne, prowadzące dodatkową działalność obok swojego podstawowego zajęcia”.
Poniżej wyszczególniono podmioty najczęściej zajmujące się wykonywaniem ekspertyz na polskim rynku sztuki.

### Eksperci publiczni

#### Rzeczoznawcy Ministra Kultury i Dziedzictwa Narodowego
Zgodnie z art. 100 ustawy z dnia 23 lipca 2003 roku o ochronie zabytków i opiece nad zabytkami Minister Kultury i Dziedzictwa Narodowego nadaje uprawnienia rzeczoznawcy w określonej dziedzinie opieki nad zabytkami. Reguluje to rozporządzenie Ministra Kultury z dnia 10 maja 2004 r. w sprawie rzeczoznawców ministra właściwego do sektora kultury i ochrony dziedzictwa narodowego w zakresie opieki nad zabytkami. Rzeczoznawca powołany przez Ministra Kultury i Dziedzictwa Narodowego ma prawo do:
,,wydawania merytorycznych ocen i opinii w sprawach związanych z ochroną zabytków na rzecz organów ochrony zabytków, organów wymiaru sprawiedliwości, prokuratury, Policji, organów administracji celnej, Straży Granicznej, organów kontroli skarbowej, Najwyższej Izby Kontroli oraz Generalnej Dyrekcji Dróg Krajowych i Autostrad”
Przepisy dotyczące rzeczoznawców Ministra Kultury i Dziedzictw Narodowego na drodze ewolucji pod wpływem opinii naukowców zostały doprecyzowane o wprowadzenie listy specjalności oraz zakresu ekspertyz.

#### Muzealnicy
Problem muzealników-ekspertów i podawanego w wątpliwość prawnego zakazu wykonywania przez nich ekspertyz dzieł sztuki wzbudza liczne kontrowersje i środowiskowe dyskusje. Naczelnym paradoksem przywoływanym w literaturze jest to, iż muzealnicy dysponują najlepszą specjalistyczną wiedzą dla profesji eksperta, choć formalnie nie mogą z niej korzystać. W konsekwencji regulacje narzucane przez art. 34 ustawy o muzeach oraz Kodeks etyki zawodowej Międzynarodowej Rady Muzeów ICOM są nieprzestrzegane na dużą skalę. Muzealnik wedle prawa polskiego może jedynie wykonywać czynności eksperckie w ramach działalności prowadzonej przez muzea, z której te z kolei – wyłączając świadczenia dla organów państwowych – rzadko korzystają.

#### Instytucje naukowe i specjalistyczne
Na specjalistyczną i kompleksową ekspertyzę wykonaną przez instytucję naukową w Polsce stać wyłącznie największe domy aukcyjne, dodatkowo tylko w sytuacji kiedy wartość oferowanego obiektu jest znaczna. Istniejące instytucje naukowe dysponują możliwościami technologicznymi, a także wykwalifikowaną kadrą, jednakże ze względu na brak systematycznego korzystania z ich usług w tym zakresie brakuje im rozwiązań umożliwiających odpowiednie połączenie wielu pojedynczych aspektów ekspertyzy w całość. W tej sytuacji często specjalistyczne badania technologiczne nie mogą być zestawione z odpowiednią analizą struktury artystycznej, co obniża wiarygodność ekspertyzy.

#### Członkowie komisji muzealnych
Należą do nich pracownicy muzeum tworzący zespoły – tzw. komisje nabytków (lub komisje akwizycyjne) działające w obszarze zakupów, depozytów i darów dla muzeów. Jak zauważają Wojciech Szafrański i Dariusz Wilk, wraz z upowszechnieniem się modelu komisji nabytków na gruncie polskim, obserwujemy tendencję do powoływania w jej skład eksperta ds. rynku sztuki dokonującego wycen obiektów, oceniającego zasadność skorzystania muzeum z prawa pierwokupu lub pierwszeństwa oraz chroniącego je przed tzw. depozytami spekulacyjnymi.

#### Biegli
Osoby posiadające odpowiednie kwalifikacje i fachową wiedzę z zakresu sztuki, mogą być powołane jako biegli w sposób określony w art. 278-291 Kodeksu postępowania cywilnego. Biegli ds. rynku sztuki dzielą się na sądowych, skarbowych – uprawnionych do szacowania zajętej wartości ruchomości lub prawa majątkowego oraz ad hoc – powoływanych do sprawowania funkcji w postępowaniu karnym, cywilnym, lub administracyjnym. Organy procesowe najczęściej korzystają z biegłych sądowych, rzadziej ad hoc. Proces ich powoływania rozpoczyna się od rozpoznania w środowisku związanym z rynkiem sztuki. Znamiennym dla zobrazowania funkcjonowania biegłych na polskim rynku sztuki są wyliczenia przywoływane przez Wojciecha Szafrańskiego – mniej niż 1% biegłych w Polsce ma kwalifikacje w wycenie dzieł sztuki. Równie niepokojącą jest obserwacja Moniki Bryl, wskazującej, że „w żaden sposób nie jest weryfikowana przed wpisem wiedza kandydata na biegłego. [...] wystarczy przedstawienie dyplomów czy zaświadczeń”.

### Eksperci prywatni

#### Konserwatorzy
Wobec podnoszenia swoich kwalifikacji przez fałszerzy oraz coraz większej dostępności produktów nadających się do fałszowania, nieoceniona wydaje się rola badacza-technologa. Określenie nawarstwień, dokładny opis rodzaju oraz charakteru spękań, a także ocena autentyczności sygnatury oraz budowy obrazu pozwalają umocnić lub obalić wyniki analizy historyczno-stylistycznej. Specjalistyczne badania laboratoryjne pozwalają skuteczniej przeciwdziałać obecności falsyfikatów na rynku sztuki, a także dokładniej oszacować jego czas powstania.

#### Osoby zawodowo zajmujące się handlem dziełami sztuki
Poprzez stały kontakt z obiektami znajdującymi się w centrum zainteresowania uczestników rynku osoby zawodowo zajmujące się handlem dziełami sztuki zdobywają niezbędną praktykę potrzebną dla rozstrzygania autentyczności wybranych przedmiotów. Jednakże ich wiarygodność zazwyczaj ograniczona jest jedynie dla wąskiej puli dzieł sztuki obecnych na rynku.

#### Eksperci domów aukcyjnych
Na polskim rynku sztuki właściwie każdy dom aukcyjny dysponuje własnymi ekspertami, z których usług korzysta przed zakupem dzieł od prywatnych właścicieli. Przykładu dostarczają choćby warszawski Rempex, Agencja „Art Consultant” oraz Desa Unicum korzystające niegdyś z fachowej wiedzy prof. Andrzeja Ryszkiewicza. Wykonanie ekspertyzy domy aukcyjne zamawiają również wtedy, gdy nabywca zamierza zakwestionować opis katalogowy zakupionego dzieła. Wedle regulaminów domów aukcyjnych kwotę za obiekt podważonej autentyczności należy wypłacić, gdy okazana zostanie jego wiarygodna ekspertyza.
W literaturze przedmiotu i/lub w powszechnym przekonaniu rolę ekspertów przybierają również m.in. członkowie Zespołów Sterujących w Programach Ministra, rzeczoznawcy majątkowi, członkowie rodziny autora dzieła sztuki, dyrektorzy fundacji, zarządcy spadku czy choćby agenci ubezpieczeniowi.

## Zagrożenia (nadużycia) i perspektywy na polskim rynku sztuki

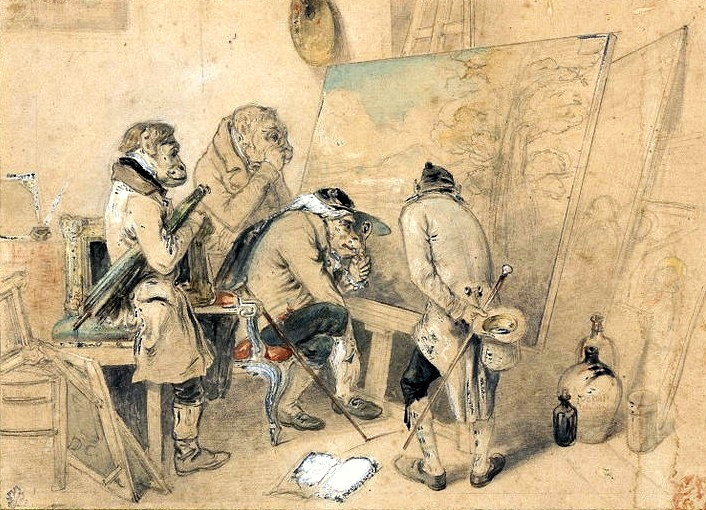
Alexandre-Gabriel Decamps, Eksperci w atelier malarza, po 1837

Prócz wymienionych powyżej nadużyć związanych z łączeniem funkcji eksperta z zawodem muzealnika, a także licznymi przypadkami sporządzania opinii czy też ekspertyzy pomimo braku odpowiednich kwalifikacji, czy też rozeznania w przedmiocie, którego dotyczy ocena, w literaturze przedmiotu pojawia się szereg zarzutów oraz wątpliwości dotyczących funkcjonowania ekspertów na polskim rynku sztuki. Najważniejsze z nich to: brak odpowiedzialności karnej i cywilnej za fałszywe lub błędne wykonanie ekspertyzy, ograniczony kontakt z materialnością samego dzieła sztuki czy bazowanie na niepełnych lub zdezaktualizowanych bazach danych oraz opracowaniach.
Najczęściej pojawiającą się propozycją zmian dotyczącą ekspertów na polskim rynku sztuki jest próba formalnego potwierdzenia wiarygodności eksperta czy sformalizowania samego zawodu. Postulowane przez teoretyków i środowisko związane z rynkiem sztuki jest przede wszystkim stworzenie odpowiedniej licencji na prowadzenie działalności eksperckiej bądź jakiś poziom wewnętrznej organizacji zawodowej, regulujący dostęp do profesji. Jako przesłanki za takimi rozwiązaniami wskazywane są: konieczność ochrony interesu publicznego związanego z pewnością i bezpieczeństwem obrotu dziełami sztuki, potrzeba zerwania z niejasnym statusem ekspertów ograniczającym ich wiarygodność oraz w końcu – konieczność skutecznego przeciwdziałania powracaniu falsyfikatów na rynek pomimo negatywnych ekspertyz. W dyskusjach podkreśla się, że eksperci powinni odznaczać się niezależnością wobec pośredników na rynku sztuki, choć w praktyce w Polsce ta zasada jest często łamana.